# حقل زلطن
حقل زلطن أحد أكبر الحقول النفطية في ليبيا ومن أهمها ويبعد نحو 170 كيلومترا جنوب ميناء البريقة. كما أن به تم اكتشاف أول بئر نفطية ذات جدوى اقتصادية في ليبيا في العام 1959.
ينتج الحقل نحو 30.000 برميل يوميا من مجموع 120 بئر منتجة. وتدير الحقل شركة سرت للنفط.